# Antonio Gaidon
Antonio Gaidon (Castione, agosto o settembre 1738 – Bassano del Grappa, 22 novembre 1829) è stato un architetto, urbanista e naturalista italiano.

## Biografia

### Formazione
Nacque nel 1738 in Trentino dove i genitori, Salvatore e Barbara Burna, erano di passaggio. Poco dopo, infatti, la famiglia tornò nella sua residenza a Bassano del Grappa.
Figlio di un tagliapietre e nipote, per via materna, di miniatori, il Gaidon iniziò l'apprendistato di scalpellino nella bottega di Giovanni Bonato, passando poi nello studio degli zii.
I suoi interessi erano però altri. Giovanissimo si indirizzò alle scienze naturali e, guidato da Giovanni Larber, studiò i fossili che ritrovava fra le pietre che lui stesso lavorava. Ebbe propensioni anche per la meccanica, ma la sua vera passione fu l'architettura: durante le pause del tirocinio si dedicava alla lettura delle opere fondamentali quali gli Elementi di Euclide, I Sette libri dell'architettura di Sebastiano Serlio, la Regola delli cinque ordini d'architettura del Vignola e I quattro libri dell'architettura di Andrea Palladio che, probabilmente, reperiva nelle stesse botteghe da lui frequentate e forse anche in casa.
Alla fine, il padre volle assecondarlo e lo presentò all'abate Daniello Bernardi, maestro di architettura dedito all'insegnamento per i giovani talentuosi privi di mezzi economici. L'incontro fu importantissimo per il Gaidon perché gli garantì una formazione solida e regolare e lo mise in contatto con gli ambienti artistici attivi nella Terraferma veneta. I rapporti con il maestro, tuttavia, si incrineranno nel 1790, allorché l'allievo lo accusò di aver plagiato dei suoi progetti pubblicandoli a suo nome in un'opera di architettura sacra.

### Architetto
Nel 1763 il nobile Antonio Negri Miazzi gli commissionò la costruzione della sua villa di Mussolente. Il Gaidon fu all'altezza del compito e concepì uno straordinario edificio neoclassico, articolato in più corpi e assai scenografico, che scendeva dalla cima di un colle.
Negli stessi anni si cimentò nella costruzione della parrocchiale di Mussolente e, forse, nella villa Ghislanzoni del Barco di Bertesina. A Bassano edificò la palazzina del caffè Ausonia (1769) e casa Scolari Marin. Sue anche numerose chiese concentrate nella pedemontana del Grappa (Santi Maria e Zenone a Borso, San Severo a Semonzo, Sant'Eulalia a Sant'Eulalia e Santa Maria del Carmine di Campolongo sul Brenta), nonché la barchessa e i collegamenti di villa Rezzonico a Bassano. Tutte queste costruzioni si caratterizzano per una forte tendenza al razionalismo scientifico-matematico, vivacizzato però dall'uso di elementi decorativi.
Dall'inizio dell'Ottocento prese a favorire l'attività dei due figli Giuseppe e Pietro, avuti dalla seconda moglie Domenica Campesano, e confuse di proposito i propri progetti con i loro (come per la chiesa della Beata Giovanna, 1812). Oltre a questi, ebbe come allievo Giovanni Vendramin, architetto e poi calcografo.

### Urbanista e ingegnere
Gli interessi del Gaidon, come si è visto, non si limitavano all'architettura, e questo lo portò a lavorare in altri settori.
Nel 1769 fu nominato dal Consiglio cittadino di Bassano agrimensore o "perito pubblico". In questa veste, tra il 1772 e il 1794, si occupò della direzione di numerosi cantieri volti alla risistemazione di strade e piazze, alla manutenzione delle rive fluviali, al risanamento ambientale e idrologico di alcune contrade. Stilò inoltre alcune perizie per il restauro del ponte sul Brenta. Tra gli interventi urbanistici più significativi, la realizzazione dell'attuale viale delle Fosse bonificando i terreni lungo le mura orientali della città.
Rimase in piena attività anche dopo la caduta della Serenissima. Nel 1804 e nel 1805 gli fu commissionato un parere per la realizzazione di un nuovo teatro a Bassano e, a più riprese, stilò alcuni studi di idraulica sulla manutenzione dei corsi d'acqua della zona.

### Naturalista
Non dimenticò peraltro le scienze naturali. Spronato dal nobile Jacopo Morosini e dal soprintendente all'agricoltura Giovanni Arduino, scrisse diversi lavori di botanica, paleontologia e geologia che furono pubblicati nel Nuovo Giornale d'Italia tra il 1778 e il 1784 (cui si aggiunse una lettera nel Magazzino georgico nel 1786). Fu così in rapporto con alcune tra le più importanti personalità scientifiche del tempo, tra cui Alberto Fortis, Déodat de Dolomieu, John Strange e Kaspar Maria von Sternberg; quest'ultimo lo volle come guida nei suoi studi di botanica svolti nel Bassanese e gli dedicò il Catalogus plantarum che ne scaturì.
Fu maestro del noto botanico Giambattista Brocchi.

### Ultimi anni
Nel 1817 risultava ancora ingegnere civile, ma dopo un incidente occorsogli nel 1823 dovette diminuire le proprie attività, alternando i periodi di lavoro a lunghi periodi di riposo forzato presso i figli a Vicenza. Morì nel 1829.